# Sergio Pizzorno
Sergio Lorenzo "Serge" Pizzorno (* 15. prosince 1980) je anglický hudebník, zpěvák, skladatel, hudební producent a především spoluzakladatel, kytarista a frontman kapely Kasabian, pro kterou se stal hlavním autorem písní po odchodu Christophera Karloffa v roce 2006, hlavním zpěvákem se stal po vyhazovu Toma Meighana v roce 2020.

## Mládí
Narodil se 15. prosince 1980 v Newton Abbot. Jeho dědeček z otcovy strany se do Anglie přestěhoval z Janova a usadil se v Leicesteru, kde Pizzorno vyrůstal. Původně se chtěl stát fotbalistou. Fandí fotbalovým týmům Leicester City a Janov CFC.

## Kariéra

### Kasabian
V roce 1997 se podílel na založení kapely Kasabian. Ta je neustále označována za indie rockovou. Sám Pizzorno toto tvrzení odmítá, hudbu kapely označil za „future rock“.
Nemá rád srovnávání Kasabian s podobnými staršími kapelami, jako jsou Oasis nebo The Stone Roses. Vyjádřil obdiv Damonu Albarnovi, frontmanovi konkurenční britpopové skupiny Blur.
V přípravě na to se stát hlavním zpěvákem kapely mu pomáhala řada hudebníků, Tyler, the Creator, Iggy Pop, Björk, PJ Harvey, Liam Howlett a Liam Gallagher.

### Jiné projekty
V roce 2010 složil hudbu k filmu Londýnský gangster s Colinem Farrellem, Rayem Winstonem a Keirou Knightley.
V roce 2011 začal pracovat společně se svým kamarádem a hercem, známým ze sitcomu Ajťáci, Noelem Fieldingem na skečové show Noel Fielding's Luxury Comedy.
Zúčastnil se charitativní akce Soccer Aid 2012.
Od května 2019 začal svůj sólový hudební projekt The S.L.P..

## Osobní život
Popsal, že zažívá příznaky naznačující synestézii; jednou například viděl v televizi kouzelnickou výbavu, která u něj vyvolala tak odporný zápach, že se mu spustil dávicí reflex a ztratil chuť k jídlu.

## Diskografie

### S Kasabian
- Kasabian (2004)
- Empire (2006)
- West Ryder Pauper Lunatic Asylum (2009)
- Velociraptor! (2011)
- 48:13 (2014)
- For Crying Out Loud (2017)
- The Alchemist's Euphoria (2022)
- Happenings (2024)

### S Loose Tapestries
- Loose Tapestries Presents the Luxury Comedy Tapes (2012) – production, various instruments
- N.H.S. (2015)

### S The S.L.P.
- The S.L.P. (2019)[15]